# Insigne de combat d'infanterie
Ne doit pas être confondu avec Insigne de combat général.
L’insigne de combat d'infanterie  (en allemand : Infanterie Sturmabzeichen) est un insigne de guerre allemand qui a été attribué aux soldats de la Waffen-SS et de la Wehrmacht durant la Seconde Guerre mondiale.

## Historique
L’insigne est créé à la suite de la campagne de Pologne à la demande du général von Brauchitsch. Après que l’aspect définitif ait été sélectionné parmi plusieurs propositions de l’entreprise C.E. Juncker, il est officialisé le 20 décembre 1939, bien que la première remise n’ait lieu que le 28 mai 1940, lorsque von Brauchitsch remet au cours d’une cérémonie symbolique l’insigne a un officier et à un soldat du rang. À cette date il n’existe par ailleurs pas de critères de remise, qui ne sont formellement définis par l’Oberkommando des Heeres (OKH) qu’en mai 1943,.
Interdit après la chute du Troisième Reich en 1945, le port de l’insigne est de nouveau autorisé par la loi sur les décorations (Ordengesetz) de 1957. Celle-ci impose toutefois que l’insigne soit au préalable « dénazifié », c’est-à-dire que le Reichsadler et la croix gammée soient retirés.

## Description

### Description générale
L’insigne est de forme ovale et mesure 6,3 cm de haut pour 4,9 cm de large. Il représente au centre l’arme principale de l’infanterie, le fusil K98k, baïonnette au canon, placé de manière oblique crosse en bas à droite et baïonnette en haut à gauche. Le fusil est entouré d’une couronne de feuilles de chêne symbolisant l’énergie et la vaillance. Le sommet de la couronne est quant à lui occupé par le Reichsadler tenant la croix gammée dans ses serres, symbole de l’État que les soldats doivent jurer de protéger. Une épingle verticale en matériau ferreux se trouve au dos et permet d’agrafer l’insigne à l’uniforme. 

### Variantes
Outre les deux variantes de finition bronze et argent, il existe deux variantes de forme, liées à la méthode de fabrication. Les insignes à dos creux résultent d’une production par estampage et sont produits à partir d’une feuille de laiton ou de bronze, éventuellement plaquée d’argent dans le cas de la variante argentée. Les insignes à dos plein résultent d’une fabrication par moulage ou forgeage et sont fabriqués en zinc ou en alliage blanc, avec une finition argentée ou bronze selon la catégorie de l’insigne. Il existe en outre plusieurs variations liées au fabricant dans la manière dont l’épingle est fixée..

### Emballage et accessoires
En sortie d’usine, l’insigne est emballé dans un papier tissue blanc ou brun et placé dans une boîte en carton ou un sachet en papier ou en cellophane, eux aussi d’une couleur marron plus ou moins prononcée. Sur l’emballage est généralement imprimée l’inscription Infanterie Sturmabzeichen ainsi que la marque et la mention de garantie de la Leistungsgemeinschaft Deutscher Ordenshersteller : celle-ci indique que le fabricant est responsable de la qualité du produit délivré et obligé de l’échanger si celui-ci n’est pas conforme,. Ces emballages sont rarement conservés et le plus souvent jetés au moment où l’insigne est remis au bénéficiaire.
Ce dernier se voit également remettre en même temps que l’insigne un brevet. Celui est un formulaire préimprimé au format A5 indiquant l’insigne décerné et comportant des champs à remplir avec le grade, le nom, l’unité, la date et le lieu d’établissement de l’acte. Le remplissage est parfois fait à la main, mais le plus souvent à la machine à écrire, puis le brevet est tamponné et signé par l’officier autorisant la remise, par exemple le commandant du régiment. Ce brevet permet au bénéficiaire de se procurer, à ses frais, d’autres exemplaires de la décoration dans les boutiques affiliées à la LDO. Il peut également se procurer, toujours à ses frais, une version miniature de l’insigne à épingler sur les vêtements civils.

## Attribution

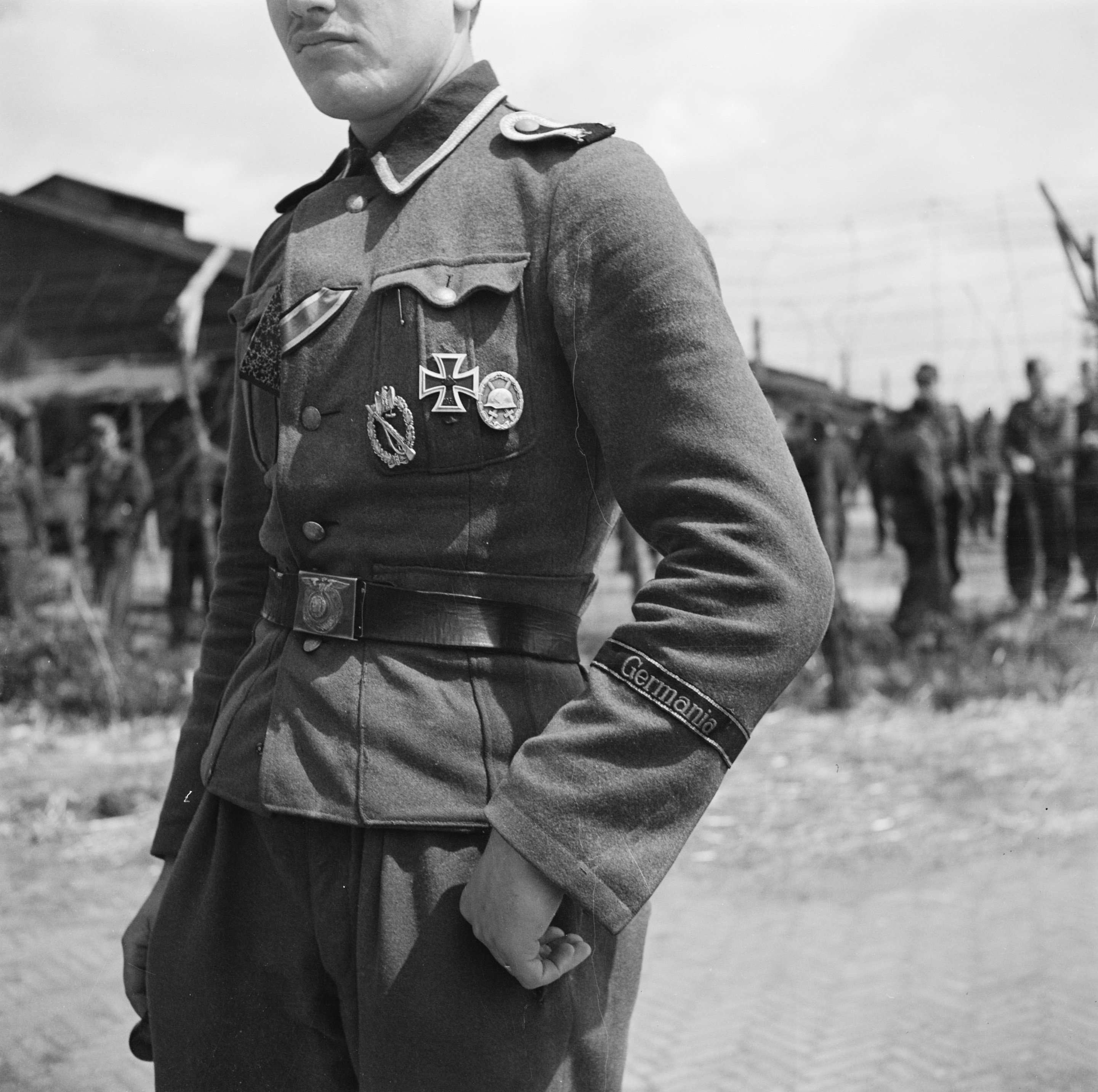
Quand le porteur dispose comme ici de la croix de fer de première classe, l’insigne se porte sous et à droite de celle-ci.

Les critères définis par l’OKH en mai 1943 stipulent que l’insigne peut être décerné à tous les hommes des régiments d’infanterie, de grenadiers motorisés et de Gebirgsjäger, quel que soit leur grade, sur décision du commandant du régiment ou d’un officier de rang supérieur,. Les conditions minimales sont d’avoir participé à partir du 1er juin 1940 à trois attaques sur trois jours différents, sur la ligne de front et avec une arme d’infanterie en main. Les attaques ayant eu lieu entre le 1er janvier 1940 et le 31 mai 1940 peuvent être comptabilisées, mais uniquement pour les membres des divisions d’infanterie non-motorisées et d’infanterie de montagne.
La notion d’attaque comprend principalement les attaques d’infanterie, mais également les contre-attaques à condition qu’elles aient abouti à un combat rapproché, la reconnaissance armée et l’attaque individuelle d’un véhicule avec une arme de combat rapproché,. Les membres du corps médical n’ont pas besoin d’avoir tenu une arme, mais doivent avoir protégé des blessés sous le feu au cours d’une attaque.
L’insigne est décliné en deux versions, bronze et argent, qui ne sont pas hiérarchisées mais dépendantes de la nature du régiment : les soldats des régiments d’infanterie et de Gebirgsjäger reçoivent la version argent, tandis que ceux des régiments de grenadiers motorisés et des troupes de reconnaissance reçoivent la version bronze.

## Remise et port
La remise est faite par le commandant de compagnie, si possible devant la compagnie entière. Si ce n’est pas possible, par exemple parce que l’unité se trouve sur le front, l’insigne est remis individuellement au récipiendaire. La remise fait l’objet d’une inscription dans le Soldbuch et le Wehrpass du bénéficiaire. Celle-ci mentionne la décoration concernée ainsi la date de remise et est signée par le supérieur direct,.
La position réglementaire de l’insigne sur l’uniforme est au centre de la poche gauche. Étant donné que cet emplacement est également celui de la croix de fer de première classe et que celle-ci est d’un rang supérieur, l’insigne est déplacée en dessous et à la droite de celle-ci lorsque le bénéficiaire en dispose également.

### Liste des fabricants
| Fabricant             | Marque |
| --------------------- | --- |
| F.W. Assmann & Söhne  | Lettre A pattée, avec la branche centrale dépassant largement de chaque côté et un point au sommet.                 |
| Hermann Aurich        | Lettre A au sommet arrondi et surmonté d’un H couché. L’ensemble est parfois entouré d’un cercle.                   |
| Julius Bauer & Söhne  | Inscription JB&Co.                                                                                                  |
| Brüder Schneider A.G. | Trèfle inversé portant les lettres B, S, W disposées dans les feuilles.                                             |
| Deschler & Sohn       | Non identifiée. |
| Wilhelm Deumer        | Non identifiée. |
| Josef Feix & Söhne    | Initiales JFS encadrées.                                                                                            |
| Frank & Reif          | Inscription sur deux lignes : FRANK & REIF en haut, STUTTGART en bas.                                               |
| Franke & Co           | Monogramme avec les lettres F et C inscrit dans un cercle.                                                          |
| Funcke & Brüninghaus  | Inscription F&BL.                                                                                                   |
| Gebrüder Godet & Co.  | Non identifiée. |
| Gebrüder Wegerhof     | Lettres G, W et L inscrites dans un cercle ou inscription G.W.L.                                                    |
| Grossmann & Co.       | Inscription GR.&Co encadrée.                                                                                        |
| Hauptmünzamt München  | Lettre M. |
| Ferdinand Hoffstätter | Non identifiée. |
| Hymmen & Co.          | Inscription sur deux lignes : H. & C. en haut, L. en bas.                                                           |
| C.E. Junker           | Grande variété d’inscriptions comportant généralement « C.E. JUNCKER BERLIN ».                                      |
| Friedrich Linden      | Trois cercles disposés en trèfle, avec la lettre F inscrite dans le cercle du haut et L dans chacun de ceux du bas. |
| Paul Meybauer         | Non identifiée. |
| M.K.                  | Inscription M.K.6..                                                                                                 |
| Ernst Müller          | Inscription « ERNST L MÜLLER ». Le S a la particularité d’être retourné.                                            |
| Friedrich Orth        | Inscription « fΩ ».                                                                                                 |
| G.H. Osang            | Inscription sur deux lignes : G.H.OSANG en haut, DRESDEN en bas.                                                    |
| Werner Redo           | Non identifiée. |
| Adolf Scholze         | Initiales A.S. |
| A.D. Schwerdt         | Monogramme AS inscrit dans un triangle.                                                                             |
| Richard Simm & Söhne  | Inscription R.S.&S. ou R.S.S..                                                                                      |
| Sohni, Heubach & Co   | Inscription S.H.u.Co. avec parfois les deux derniers chiffres de l’année de fabrication en dessous.                 |
| Rudolf Souval         | Initiales R.S. |
| Steinhauer & Lück     | Non identifiée. |
| Walter & Henlein      | Peut-être initiales W.H..                                                                                           |
| Hermann Wernstein     | Lettre W inscrite dans un cercle.                                                                                   |
| Carl Wild             | Lettre C au-dessus de la lettre W.                                                                                  |
| Fritz Zimmermann      | Sigle FZZᛋ inscrit dans un cercle.                                                                                  |